# Meinrad Knapp
Meinrad Knapp (* 20. September 1974 in Wien) ist ein österreichischer Moderator.

## Tätigkeit
Meinrad Knapp ist Nachrichtenmoderator beim österreichischen Fernsehsender ATV. Er moderiert die Hauptnachrichtensendung ATV Aktuell um 19:20 die Sendungen die Woche und der Talk auf ATV.
Zusätzlich moderiert Knapp gemeinsam mit Marlen Birner die Radiosendung „Guten Morgen Österreich“ auf KroneHit.
Begonnen hat Knapp seine Medienlaufbahn bei Ö3, danach war er unter anderem bei Radio 88.6 und dem Fernsehsender W1, dem Vorgänger von ATV. Dort präsentierte Meinrad Knapp die Late-Night-Show „Knapp nach Ladenschluss“.
Meinrad Knapp ist verheiratet und Vater von 3 Kindern. Er lebt in Wien und in der Nähe von Innsbruck.
| Personendaten    | Personendaten              |
| ---------------- | -------------------------- |
| NAME             | Knapp, Meinrad             |
| KURZBESCHREIBUNG | österreichischer Moderator |
| GEBURTSDATUM     | 20. September 1974         |
| GEBURTSORT       | Wien                       |